# Stepmom
Stepmom er en amerikansk komedie-drama fra 1998, instrueret af Chris Columbus. Filmens hovedpersoner spilles af Julia Roberts og Susan Sarandon.

## Handling
Filmen tager udgangspunkt i gaderne i New York, hvor Jackie (Susan Sarandon) og Luke (Ed Harris), som er for nylig skilte, forsøger at holde deres fælles to børn, den 12-årige Anna (Jena Malone) og 6-årige Ben (Liam Aiken) glade, trods den pludselig ændring i familielivet. 
Denne opgave er sværere end den lyder, da Luke igennem et stykke tid har datet og boet sammen med sin nye kæreste, Isabel (Julia Roberts), som er en succesfuld fotograf i et stort firma. Isabel kæmper en forgæves kamp for at Anna og Ben skal have det godt og få respekt for hende, men børnene (Anna mere end Ben) er meget stride og de lægger ikke skjul på, at de ikke kan lide hende. 
Jackie, som indirekte giver Isabel skylden for hendes mislykkede ægteskab, opfører sig også køligt over for hende, nok mest fordi Isabel fokuserer meget på sin karriere, i modsætning til Jackie, som sætter sine børn i første række og faktisk lever sit liv igennem dem. Efter en del skænderier og sårede følelser imellem Jackie, Isabel og Anna, frier Luke til Isabel, hvilket officielt gør hende til børnenes stedmor. Dette bringer endnu mere spænding mellem børnene (som ønsker at deres forældre finder sammen igen) og Isabel. 
Og lige da det ser ud til ikke at kunne blive værre, for Jackie konstateret kræft, som hun muligvis kan dø af. Behandlingsmulighederne formindskes, som kræften spreder sig i Jackie. Efter dette oplever Jackie hvordan hun igen begynder at rase over Isabel, som hun ser, er skyld i hendes mislykkede ægteskab og opsplittede familie og hun bliver også vred over at efter trods alt det hun har ofret for hendes families skyld, så skal hun snart dø. 
Isabel og Jackie har konstant sammenstød med hinanden, størstedelen af dem handler om Isabels forældrekompentencer, som er en del dårlige end Jackies, og om Isabels manglende evne til at sige nej til Anna og Ben, hvis de vil noget. På en eller anden måde formår Isabel og Jackie dog at holde våbenhvile, da Isabel for at vide, at hun snart skal være der for børnene i stedet for Jackie. 
De to kvinder opnår endelig fred og fortrolighed med hinanden, da Isabel afslører hendes store beundring for Jackies moderinstinkter, og Jackie komplimenterer Isabels væremåde som et middel til at komme tættere på Anna. Isabel bryder til sidst sammen og hun fortæller tårevældet Jackie at hendes største frygt er, at på Annas fremtidige bryllypsdag, så vil det eneste hun tænker på er at hun ville ønske at hendes mor var der, og ikke Isabel. Jackie fortæller derefter, at hun derimod frygter at Anna med tiden vil glemme hende. Filmen ender juleaftensdag, hvor hele familien får taget et familieportræt, hvorefter Jackie beder Isabel om at være med på billedet, og netop som rulleteksterne begynder, ses de to kvinder siddende ved af hinanden – i gengældende respekt og fred.

## Medvirkende
| Skuespiller    | Rolle           |
| -------------- | --------------- |
| Julia Roberts  | Isabel Kelly    |
| Susan Sarandon | Jackie Harrison |
| Ed Harris      | Luke Harrison   |
| Jena Malone    | Anna Harrison   |
| Liam Aiken     | Ben Harrison    |

## Priser
BMI Film & TV Awards
- 1999: Vandt "BMI Film Music Award" (John Williams)

Blockbuster Entertainment Awards
- 1999: Vandt "Favorite Actress – Drama" (Julia Roberts)
- 1999: Nomineret til "Favorite Actress – Drama" (Susan Sarandon)
- 1999: Nomineret til "Favorite Supporting Actress – Drama" (Jena Malone)

Golden Globe
- 1999: Nomineret til "Best Performance by an Actress in a Motion Picture – Drama" (Susan Sarandon)

Kids' Choice Awards
- 1999: Nomineret til "Blimp Award Favorite Movie Actress" (Julia Roberts)

## Eksterne links
- Stepmom på Internet Movie Database (engelsk)
- Stepmom på Filmdatabasen
- Stepmom på Scope
- Stepmom i Svensk Filmdatabas (svensk)
- Stepmom på AlloCiné (fransk)
- Stepmom på MovieMeter (nederlandsk)
- Stepmom på AllMovie (engelsk)
- Stepmom hos American Film Institute (engelsk)
- Stepmom på Turner Classic Movies (engelsk)
- Stepmom på The Movie Database (engelsk)